# Agente general de ventas (aerolíneas)
Un Agente General de Ventas (conocido también por su siglas anglosajonas, GSA o General Sales Agent) es el representante de ventas de una compañía aérea en una región o país en específico. Típicamente el GSA es el encargado de vender todos los productos de la aerolínea en dicha región lo cual incluye billetes de vuelo y espacio de carga. Un GSA normalmente venderá el producto de más de una aerolínea. Las aerolíneas frecuentemente utilizan GSAs en áreas en o desde las que no opera, permitiéndoles tener una presencia a la hora de vender en un país a un menor coste que abrir su propia oficina comercial a corto plazo. Puede incluso emplear sus servicios dado que la figura del GSA tiene vínculos históricos con los agentes de viajes y de carga los cuales son demasiado costosos en términos de tiempo para que la aerolínea se desarrolle.
El GSA recibe una comisión de alrededor del 3-5% en todos los billetes y unidades de espacio de carga que venda en la región que representa.
Todos los costes relativos a la gestión del GSA son por cuenta del GSA incluyendo pero no limitados al seguro, el alquiler, los gastos generales de oficina y cualquier viaje dentro del país o región que necesite para vender o promocionar el producto en sí.

## Funciones
Los servicios de un Agente General de Ventas comportan soluciones confeccionadas a medida para las aerolíneas incluyendo la provisión de herramientas de marketing eficientes, métodos de ventas proactivos, desarrollo de nuevas aproximaciones de mercado y otros servicios personalizados en tanto se conviene y se les requiere incrementar la presencia pública de los servicios de la aerolínea, su expansión comercial y ocuparse de las necesidades individuales de los pasajeros.
Un GSA puede tener las siguientes capacidades en el desempeño de sus funciones:
- Asegura el máximo beneficio y productividad implementando estrategias de negocio coordinadas y recomendando cambios necesarios en las estrategias de negocio a desarrollar, gestiona e implementa sus planes de marketing de acuerdo con la estrategia general que se acuerda con la compañía.
- Monitoriza el mercado en detalle y continuamente investigando las actividades de la competencia y recomendando cambios necesarios en las estrategias comerciales y las actividades de venta/marketing con el objetivo de asegurar un crecimiento comercial a largo plazo.
- Búsqueda continua de mejora en los procesos, sistemas y tecnologías de negocio para asegurar la consecución de objetivos de la forma más productiva para la aerolínea representada.
- Organizar, implementar y gestionar toda forma de actividad legal, documentación y formularios de aviación, correspondencia con los pasajeros en el idioma nativo de los países representados, gestión de aeropuertos, actividades de ayuda a pasajeros, reservas y servicios arancelarios y seguimiento de los vuelos.[2]